# Evangelische Kirche Toporec
Die Evangelische Kirche Toporec ist eine evangelische Kirche in Toporec (Topperz) in der Slowakei. Von ihrer Errichtung 1770 bis zur Vertreibung nach dem Zweiten Weltkrieg diente sie den evangelischen Karpatendeutschen des Ortes.

## Geschichte
Schon seit 1521 existierte eine örtliche evangelische Kirchengemeinde. Ab 1550 wurde die örtliche Kirche von Evangelischen und Katholischen gemeinsam genutzt. Im Zuge der Gegenreformation wurde die Kirche jedoch dem Orden der Piaristen in Pudlein/Podolínec übergeben, und evangelische Gottesdienste konnten nur noch im Verborgenen stattfinden. Von 1682 bis 1710 durften die Evangelischen wieder die katholische Kirche nutzen.
Aufgrund der Ödenburger Artikel durften die Evangelischen 1681 eine Holzkirche als Artikularkirche bauen, wofür die Adelsfamilie Görgey ein Grundstück zur Verfügung stellte. Nach wiederholtem Abbrennen der Holzkirche wurde 1768 bis 1770 der heutige Bau errichtet.
Die Kirche wurde mit Geldern des deutschen Bundesministeriums des Inneren und Nachfahren der Zipser Sachsen restauriert.